# Синархија
Синархија (јез-гр συναρχια – „сувласт“, „сауправљање“, од συν – „са-; са“ и αρχεια – „почетак; моћ“) – термин који је увео Саинт-Ив д'Алвеидре као супротност „анархија“, под њом се претпоставља хијерархијски закон постојања беспрекорног људског организма. Дубљи садржај овог концепта открио је Владимир Шмаков у свом делу „Закон синархије“, написаном 1915.
Суштина закона синархије је да је свет у својој разноликости хармоничан организам, где су појединачни облици распоређени по хијерархијском закону бесконачне синтезе, који се непрестано продубљује. Према В. Шмакову
Свако од створења има посебну сврху. Због тога, они не само да чине делове универзума, већ су сами по себи универзуми који имају своје значење.
Пошто је закон синархије хијерархијски закон, онда, у складу са њим, степен који се постиже у синархији одговара месту на „љествици савршенства”. Свака свест је асоцијација и распоред елемената који улазе у њу; у недостатку тога, добијамо скуп хаотичних и међусобно независних представа. Што је већи број елемената који могу довести свест у ред и успоставити обрасце, то је већа њена синархија.
Политичка централизација власти – жеља да се створе централизоване бирократске хијерархијске структуре на више нивоа, чиме се контролишу подређене чак и најбезначајније одлуке у различитим областима – директно је у супротности са законом синархије, јер такво уједињење конструкције света ограничава број њених степена слободе и спречава развој индивидуалности. Напротив, синархијски раст „је продубљивање и ширење субјективности појединца и повећање поретка великог мноштва“.

## Порекло
Најранија употреба термина приписује се Томасу Стакхаусу, енглеском свештенику. Атрибуција се може наћи у Вебстеровом речнику. Вебстерова дефиниција синархије је у потпуности ограничена на „заједничку владавину или суверенитет“.
Најзначајнија рана употреба речи потиче из списа Александра Сен Ив д'Алвеидра (1842-1909), који је користио термин у својој књизи Ван Француске да опише оно што је сматрао идеалним обликом владавине. Као одговор на појаву анархистичких идеологија и покрета, Сен-Ив је развио политичку формулу за коју је веровао да ће довести до хармоничног друштва. Залагао се за друштвену диференцијацију и хијерархију уз сарадњу између друштвених класа, превазилазећи сукоб између друштвених и економских група: синархију, насупрот анархији. Конкретно, Саинт-Ивес је замишљао федералну Европу са корпоративном владом која се састоји од следећих савета:
за научне кругове;
за правосуђе;
за трговину.